# Liste von Sakralbauten in Ruppichteroth

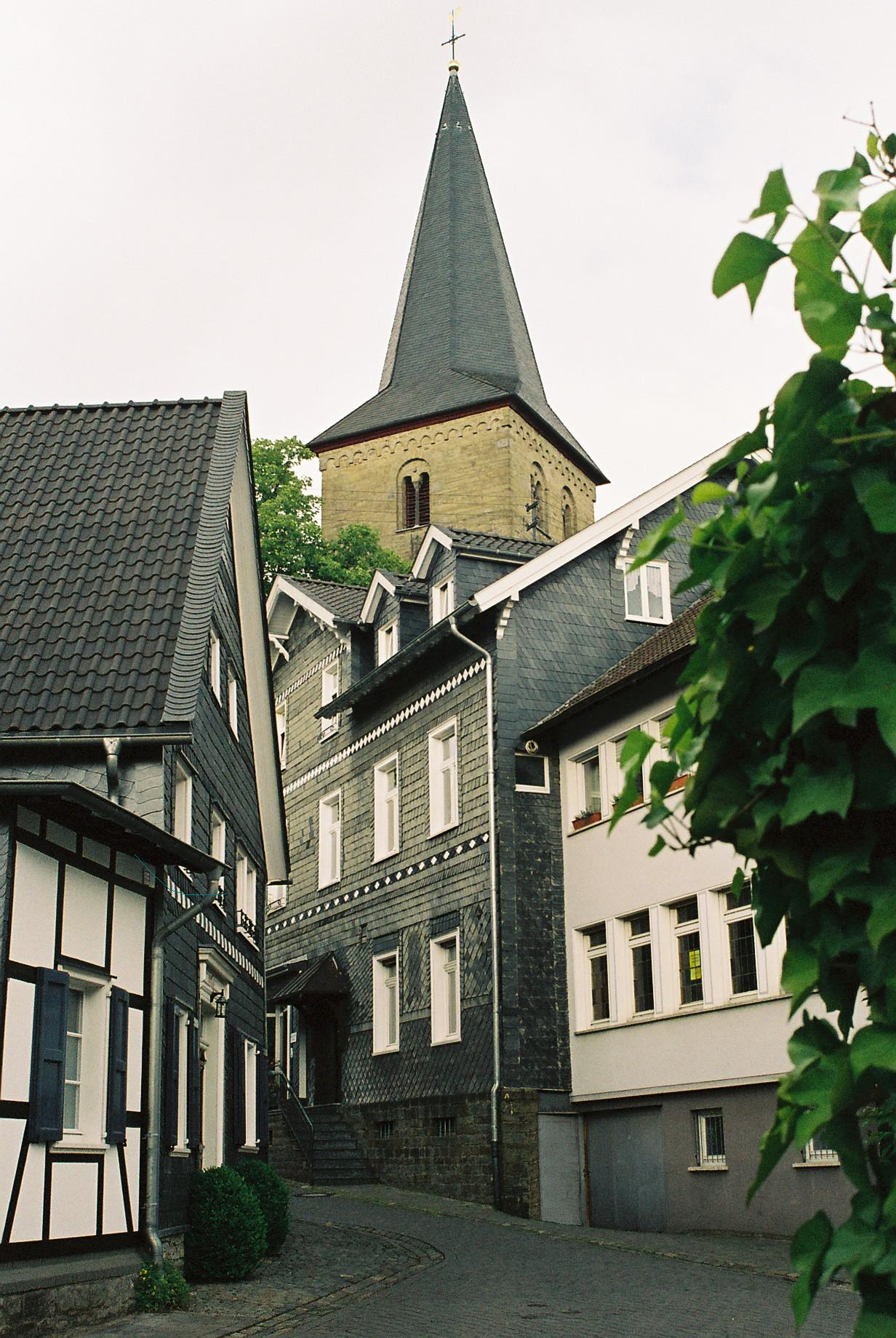
Turm St. Severin

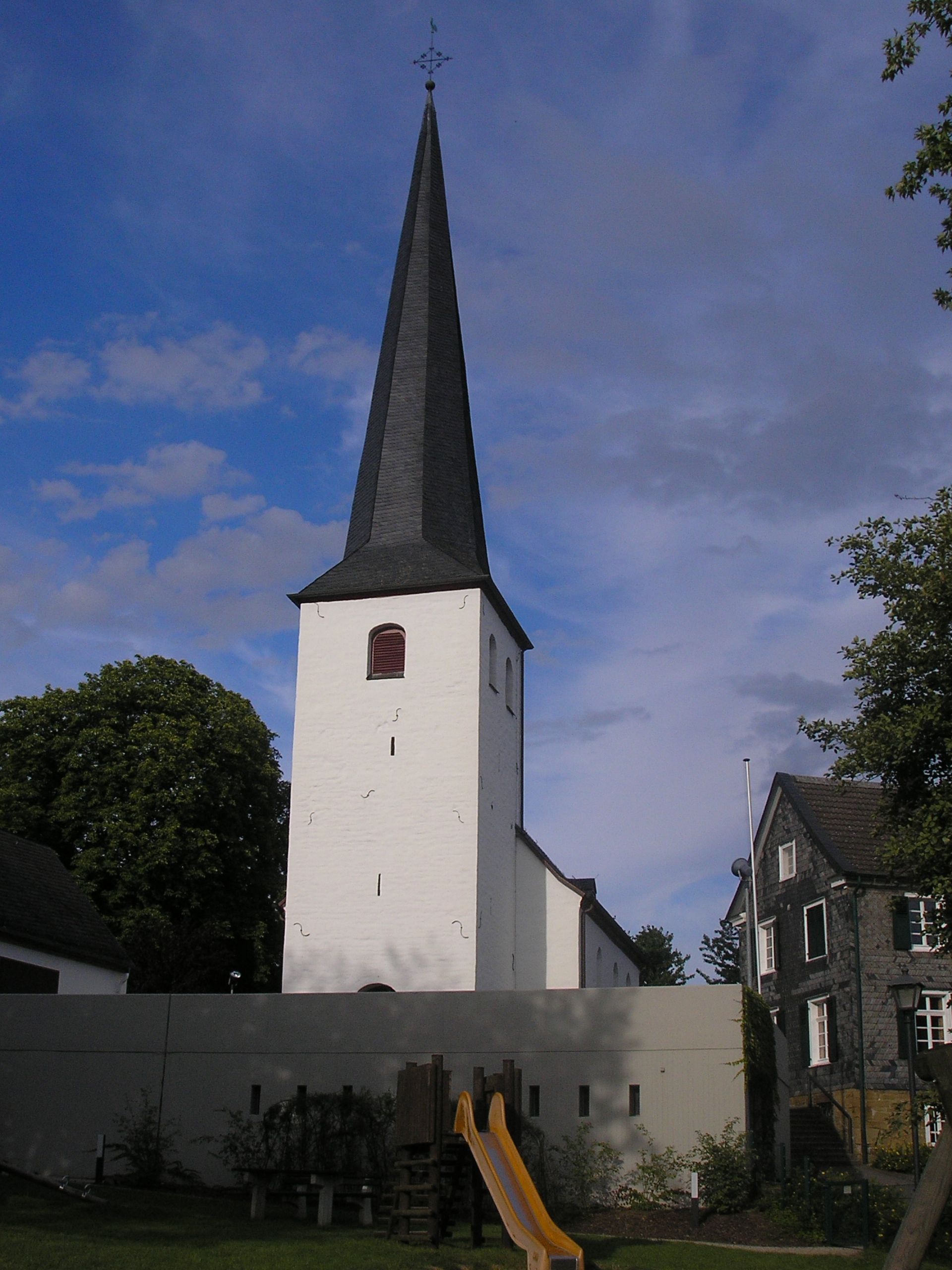
Ev. Kirche Ruppichteroth

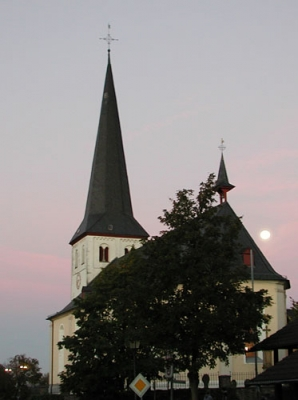
St. Servatius

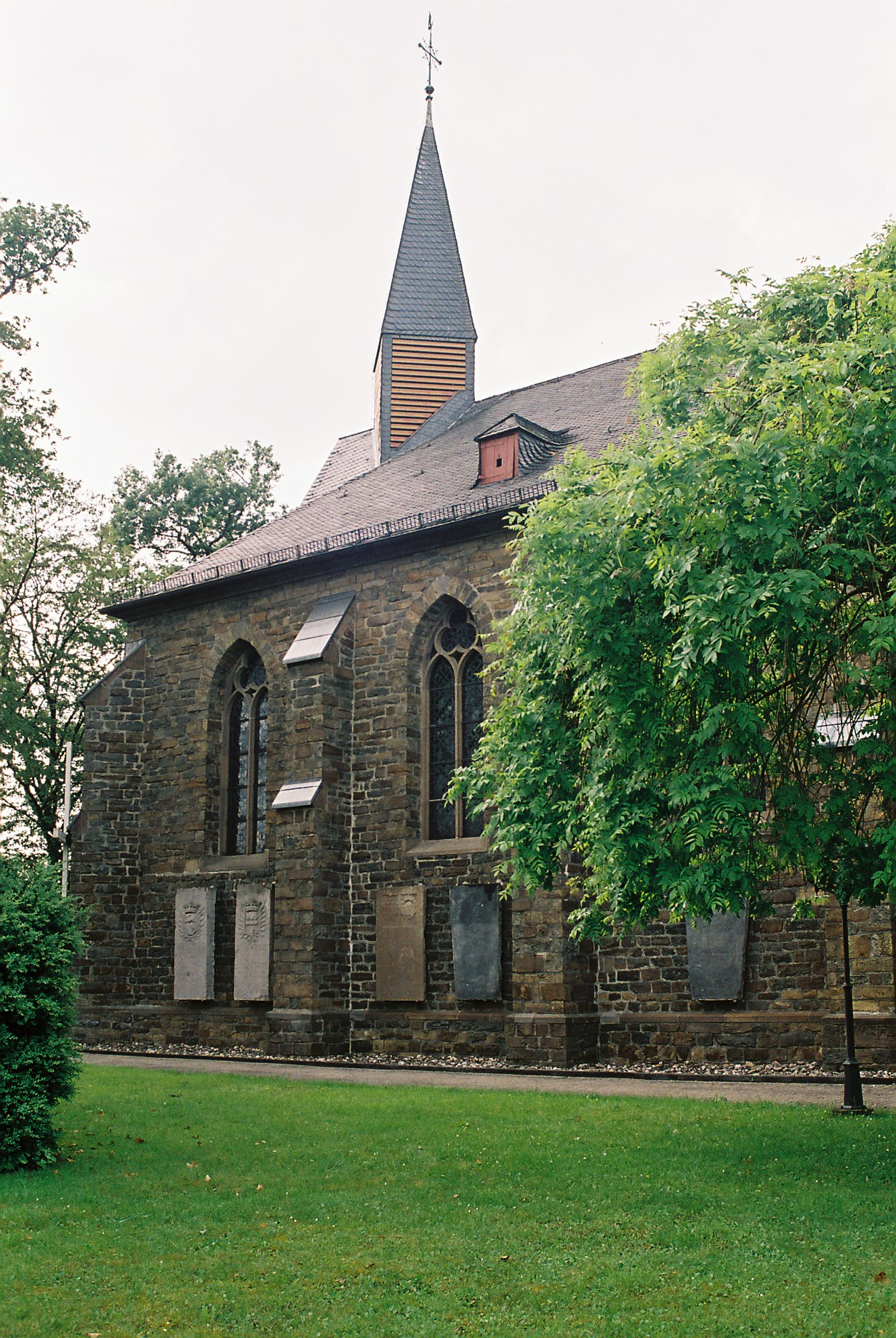
Kath. Pfarrkirche St. Maria Magdalena, Schönenberg

Die Liste von Sakralbauten in Ruppichteroth zeigt Gotteshäuser in der Gemeinde Ruppichteroth auf.

## Kirchen

### Katholische Kirchen
- Sankt Severin in Ruppichteroth
- St. Servatius in Winterscheid
- St. Maria Magdalena in Schönenberg
- Maria, Hilfe der Christen in Schönenberg

### Evangelische Kirchen
- Evangelische Kirche Ruppichteroth

In jüngster Zeit wurde die im Jahr 1683 gebaute Kirche im Doorp (so wird der Hauptort Ruppichteroth liebevoll bezeichnet) gerne auch als Dorfkirche bezeichnet. Dabei handelt es sich weder um einen offiziellen Namen noch einen Rang unter Kirchen und auch nicht um einen kunstgeschichtlichen Begriff – vielmehr um eine Assoziation, die manch ein Besucher beim Anblick der Kirche empfindet.

## Kapellen
- Kapelle St. Mariä Begegnung in Stranzenbach
- Kapelle am Gertrudisstift
- Marienkapelle in Kuchem
- Agathakapelle in Winterscheid
- Kapelle zu Ehren der Mutter Gottes und der heiligen Agatha in Honscheid
- Petruskapelle in Winterscheid
- Wendelinuskapelle in Winterscheid
- Dreifaltigkeitskapelle in Fußhollen
- Laurentiuskapelle in Beiert
- Kapelle Maria Heimsuchung in Oberlückerath
- Kapelle in Bröleck
- Leakapelle in Neuenhof
- Hauskapelle Burg Herrnstein

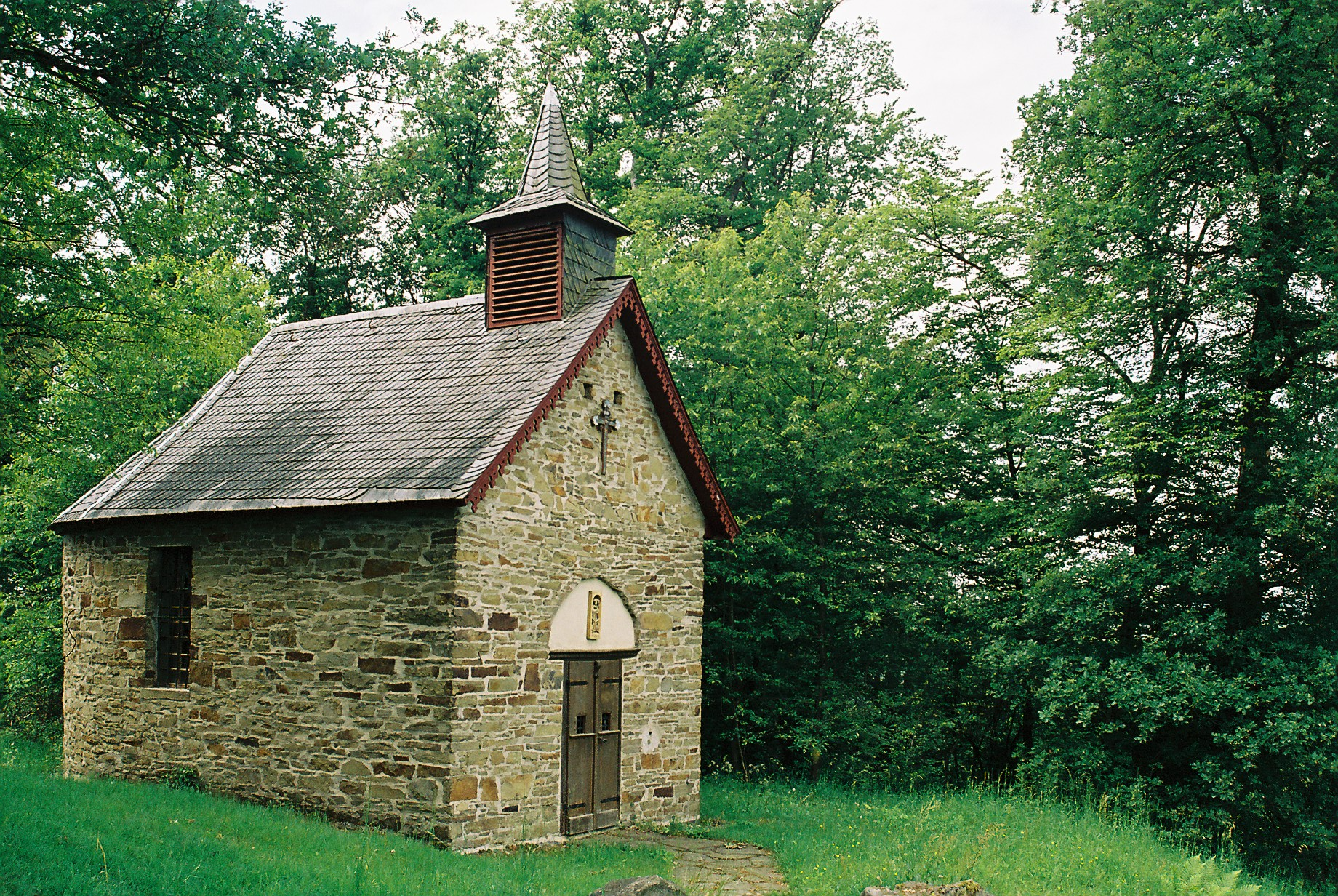
Wendelinuskapelle
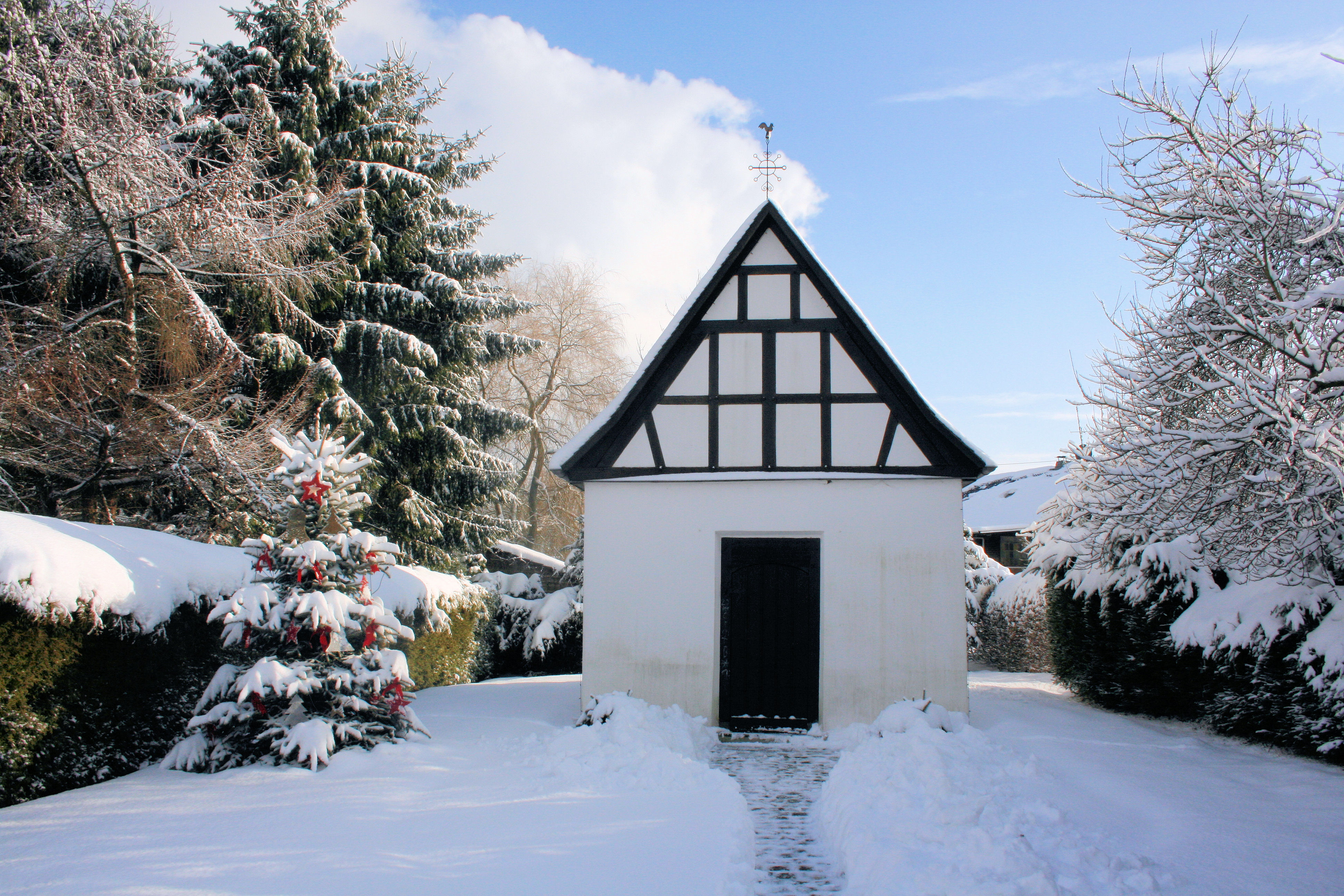
Die Kapelle von Oberlückerath
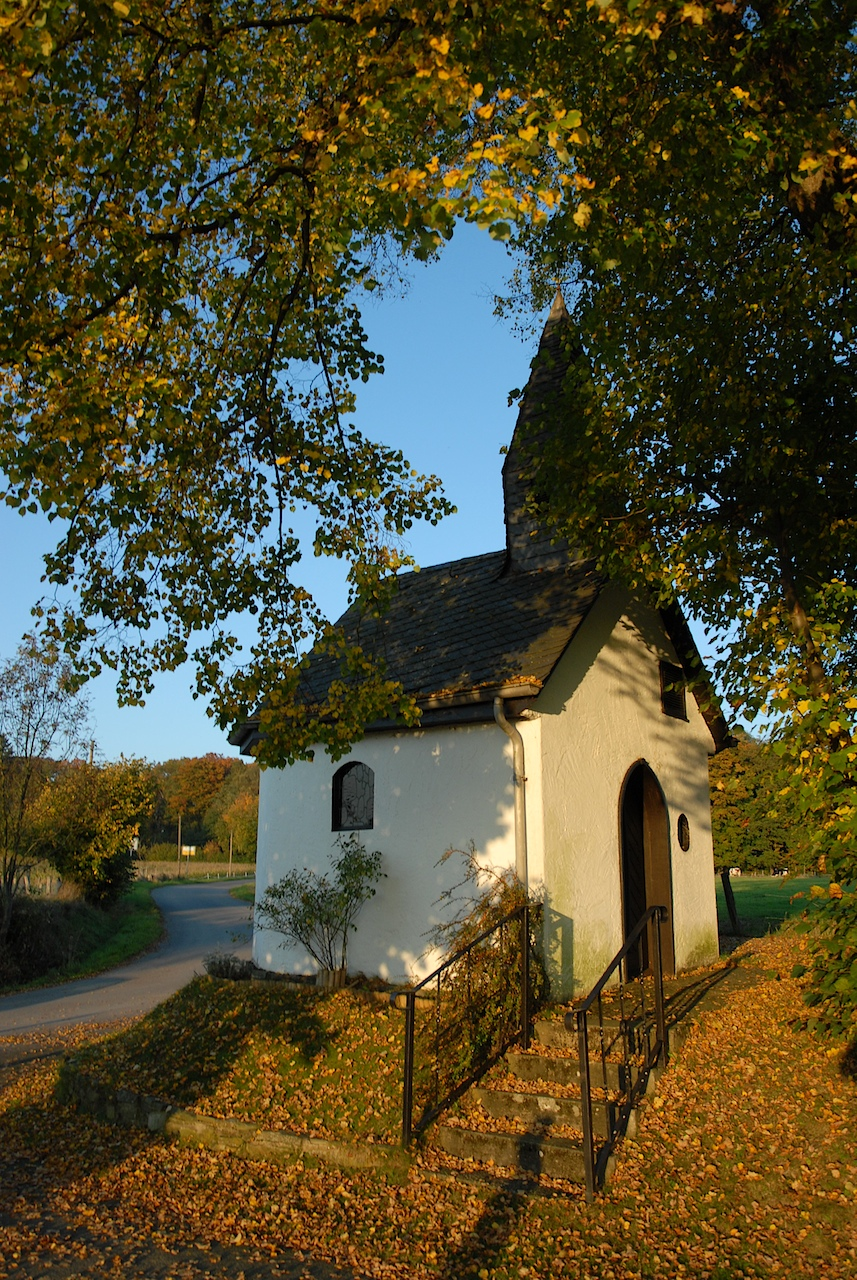
Laurentiuskapelle Beiert
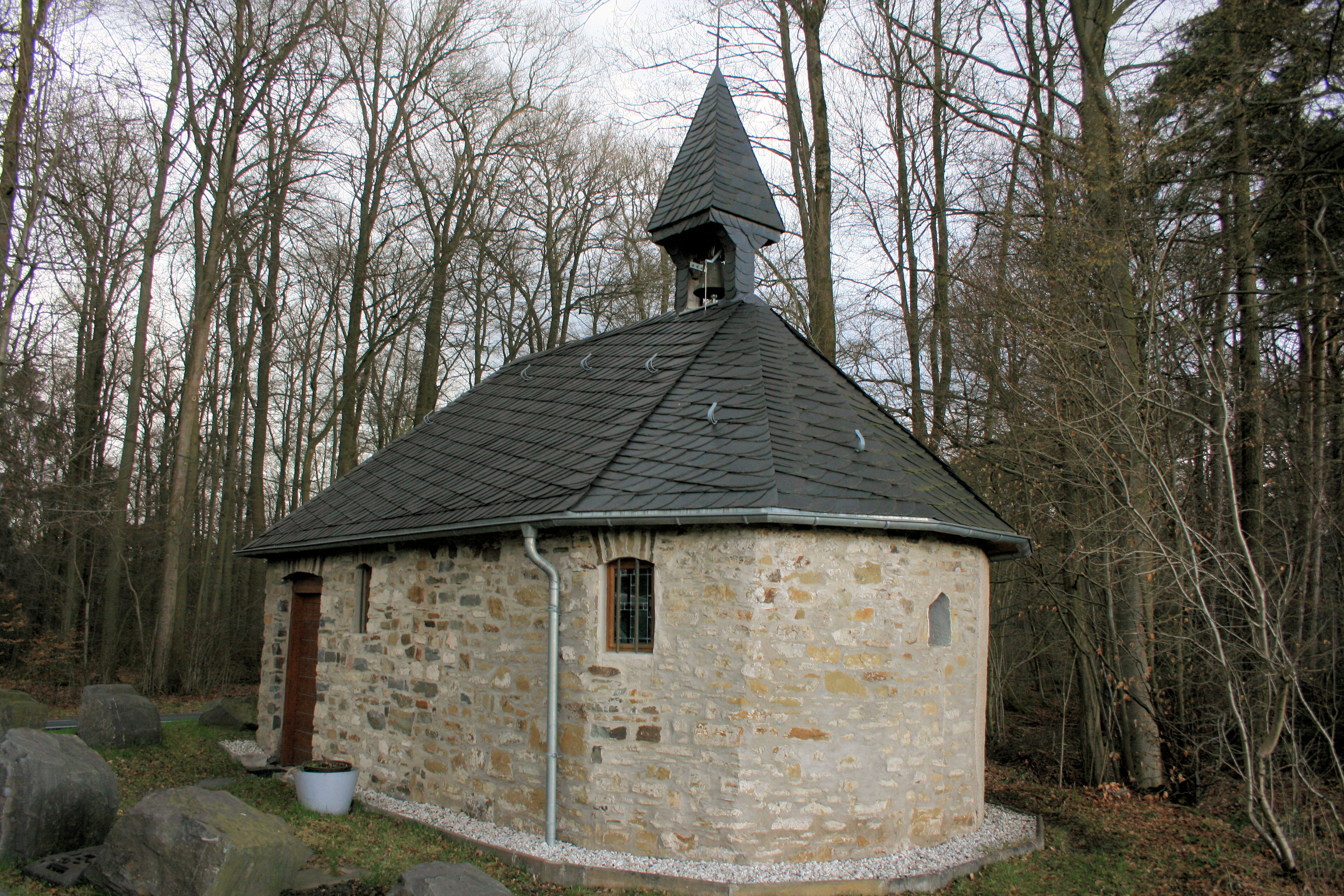
Marienkapelle Kuchem
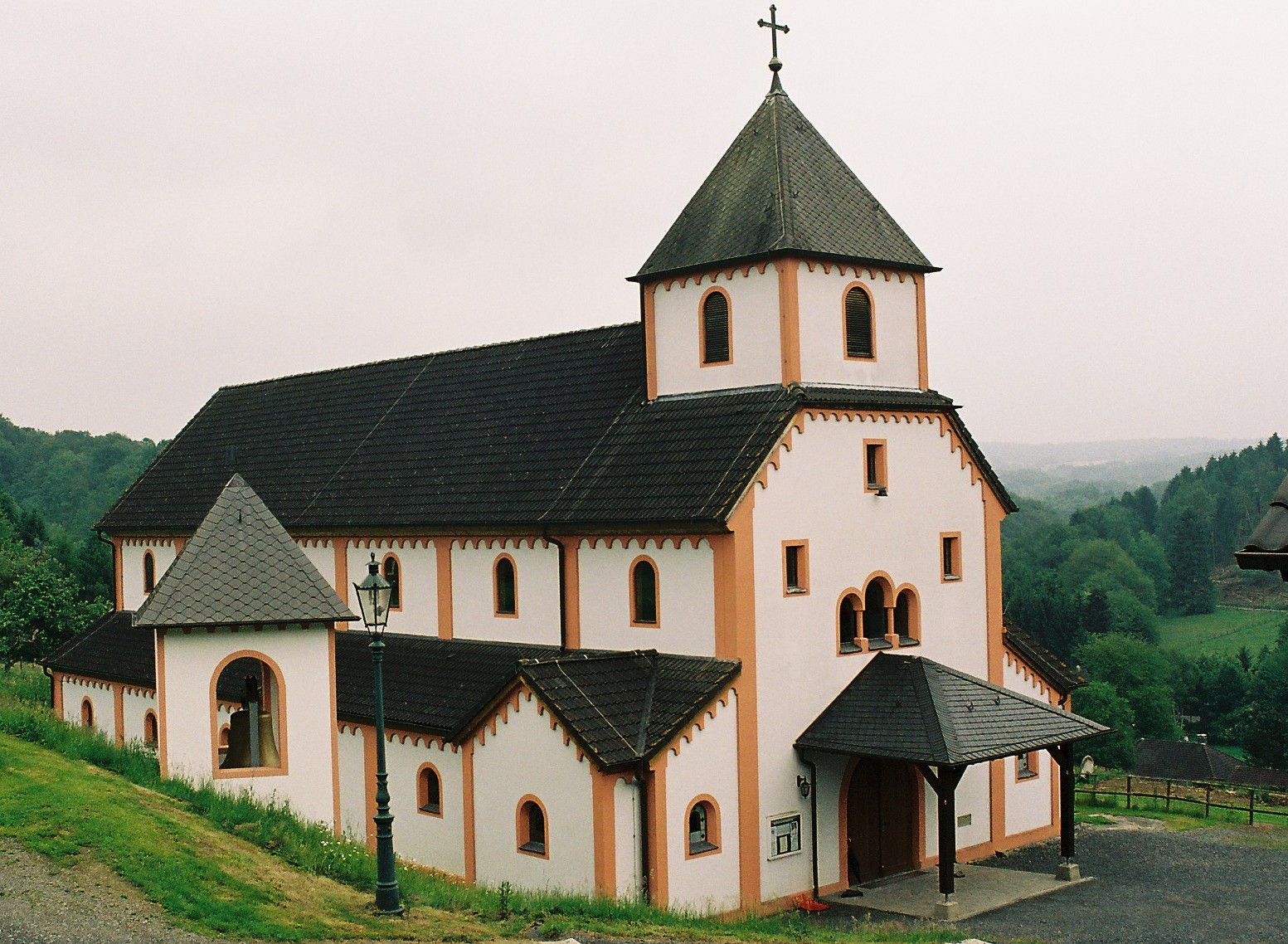
Maria, Hilfe der Christen, Schönenberg
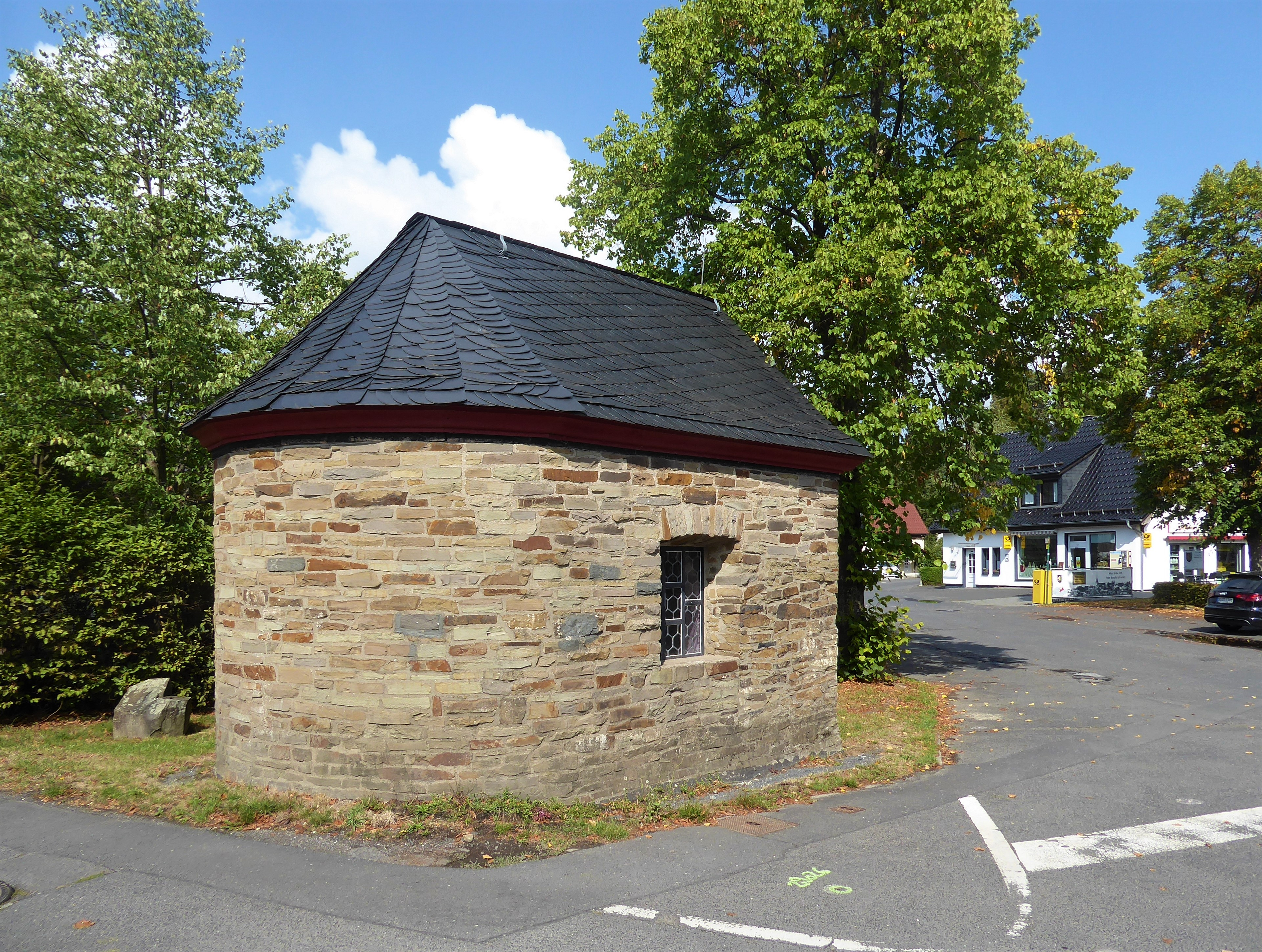
Agathakapelle, Winterscheid
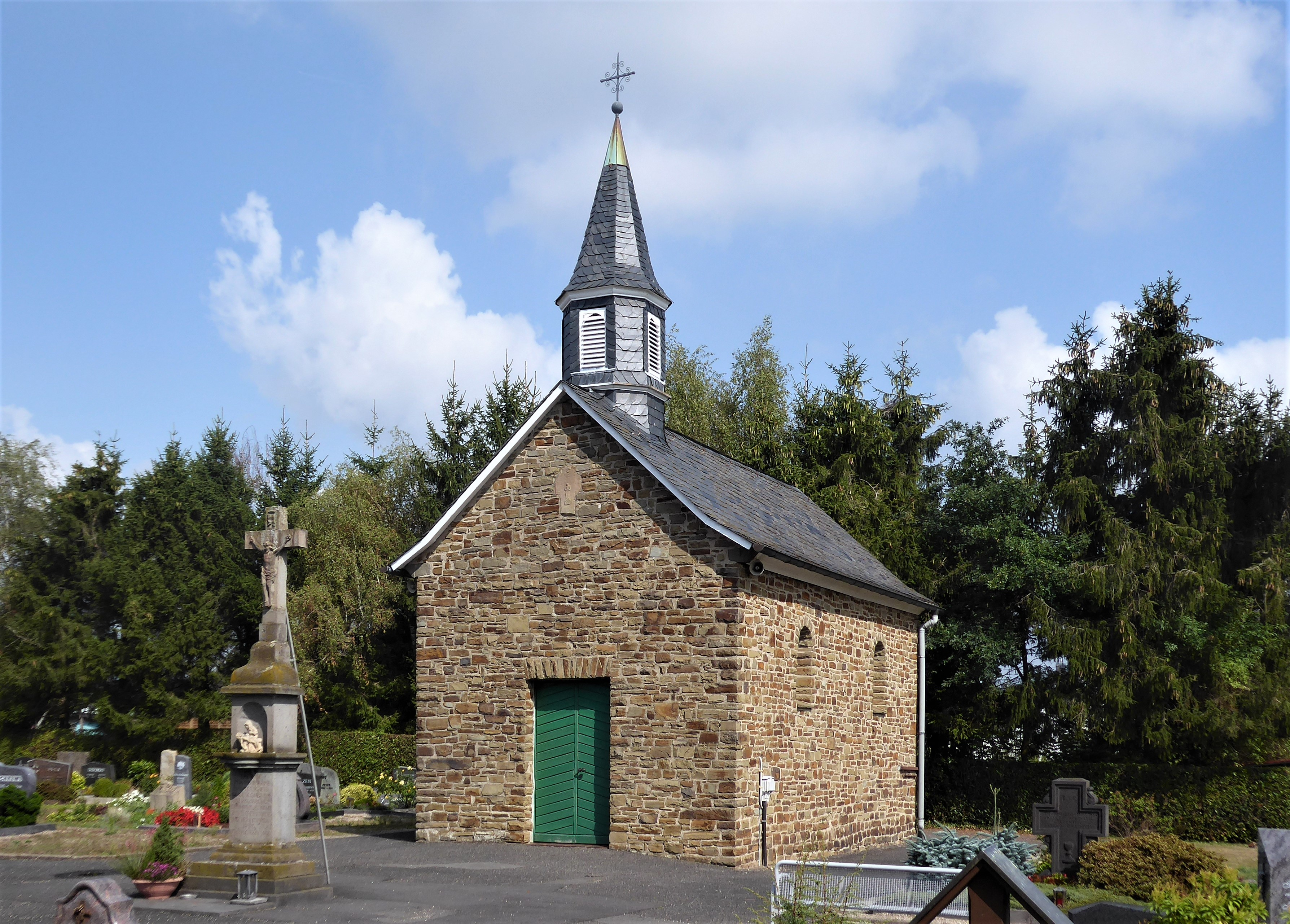
Friedhofskapelle, Winterscheid